# Carrépuis
Carrépuis est une commune française située dans le département de la Somme en région Hauts-de-France.

## Géographie

### Description
Carrépuis est un village périurbain picard du Santerre limitrophe à l'est de Roye, à 19 km au sud-ouest de Ham, 26 km au sud-ouest de Péronne et 32 km au nord de Compiègne.
La commune est desservie par l'ex-RN 17 et l'ex-RN 30 (actuelles RD 1017 et 930).
En 2019, la localité est desservie par les autocars du réseau interurbain Trans'80, Hauts-de-France (ligne no 53, Roye - Esmery-Hallon - Ham).

### Hydrographie
La commune est située dans le bassin Artois-Picardie. Elle n'est drainée par aucun cours d'eau.

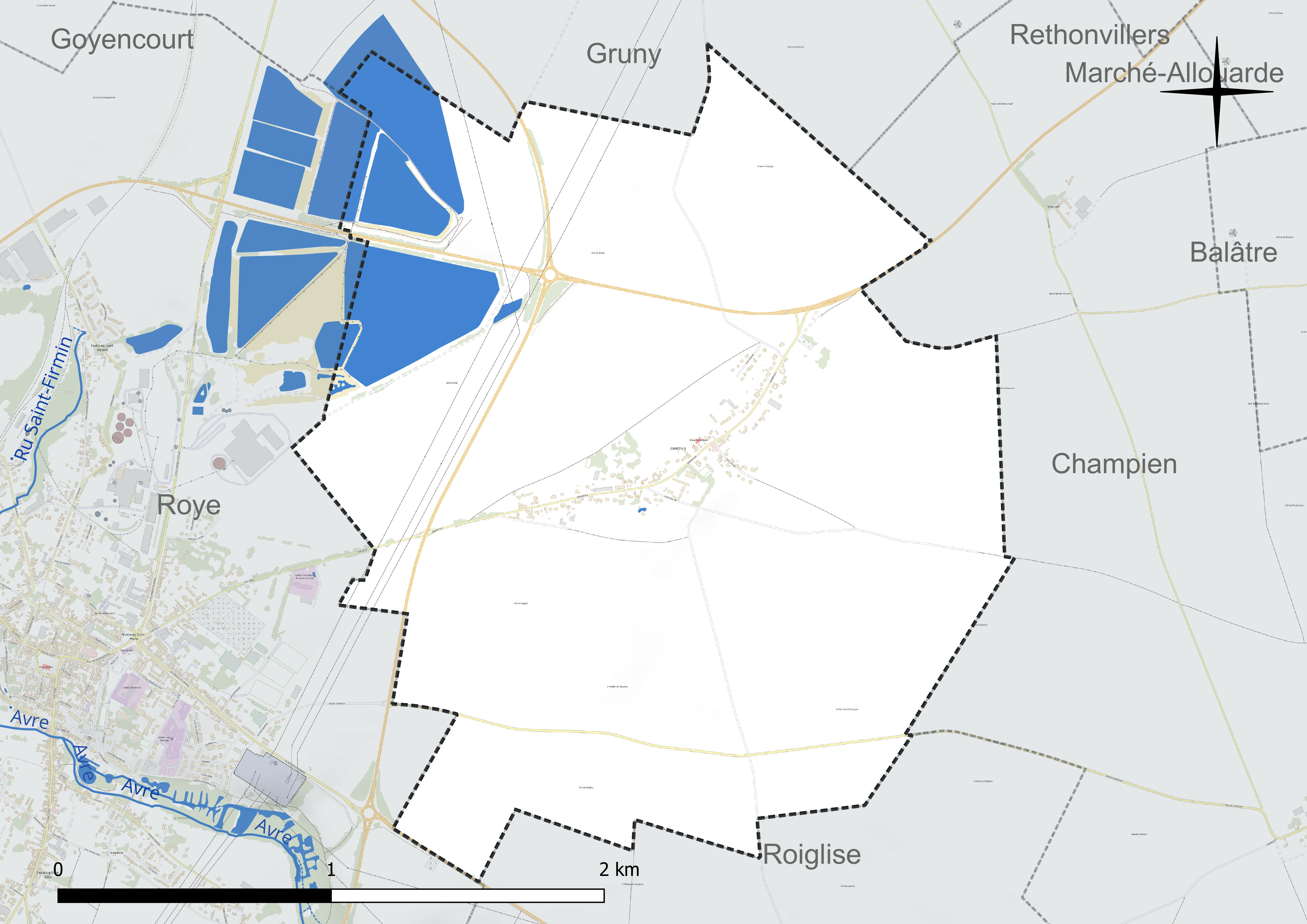
Réseau hydrographique de Carrépuis.

### Climat
Pour des articles plus généraux, voir Climat des Hauts-de-France et Climat de la Somme.
En 2010, le climat de la commune est de type climat océanique dégradé des plaines du Centre et du Nord, selon une étude du CNRS s'appuyant sur une série de données couvrant la période 1971-2000. En 2020, Météo-France publie une typologie des climats de la France métropolitaine dans laquelle la commune est exposée à un climat océanique et est dans la région climatique Nord-est du bassin Parisien, caractérisée par un ensoleillement médiocre, une pluviométrie moyenne régulièrement répartie au cours de l'année et un hiver froid (3 °C).
Pour la période 1971-2000, la température annuelle moyenne est de 10,5 °C, avec une amplitude thermique annuelle de 14,6 °C. Le cumul annuel moyen de précipitations est de 721 mm, avec 11,2 jours de précipitations en janvier et 8,9 jours en juillet. Pour la période 1991-2020, la température moyenne annuelle observée sur la station météorologique la plus proche, située sur la commune de Rouvroy-en-Santerre à 11 km à vol d'oiseau, est de 10,8 °C et le cumul annuel moyen de précipitations est de 635,8 mm,. Pour l'avenir, les paramètres climatiques de la commune estimés pour 2050 selon différents scénarios d'émission de gaz à effet de serre sont consultables sur un site dédié publié par Météo-France en novembre 2022.

## Urbanisme

### Typologie
Au 1er janvier 2024, Carrépuis est catégorisée commune rurale à habitat dispersé, selon la nouvelle grille communale de densité à sept niveaux définie par l'Insee en 2022.
Elle est située hors unité urbaine. Par ailleurs la commune fait partie de l'aire d'attraction de Roye, dont elle est une commune de la couronne,. Cette aire, qui regroupe 35 communes, est catégorisée dans les aires de moins de 50 000 habitants,.

### Occupation des sols
L'occupation des sols de la commune, telle qu'elle ressort de la base de données européenne d'occupation biophysique des sols Corine Land Cover (CLC), est marquée par l'importance des territoires agricoles (85,3 % en 2018), une proportion sensiblement équivalente à celle de 1990 (84,5 %). La répartition détaillée en 2018 est la suivante : 
terres arables (85,3 %), eaux continentales (7,7 %), zones urbanisées (6,3 %), zones industrielles ou commerciales et réseaux de communication (0,8 %). L'évolution de l'occupation des sols de la commune et de ses infrastructures peut être observée sur les différentes représentations cartographiques du territoire : la carte de Cassini (XVIIIe siècle), la carte d'état-major (1820-1866) et les cartes ou photos aériennes de l'IGN pour la période actuelle (1950 à aujourd'hui).

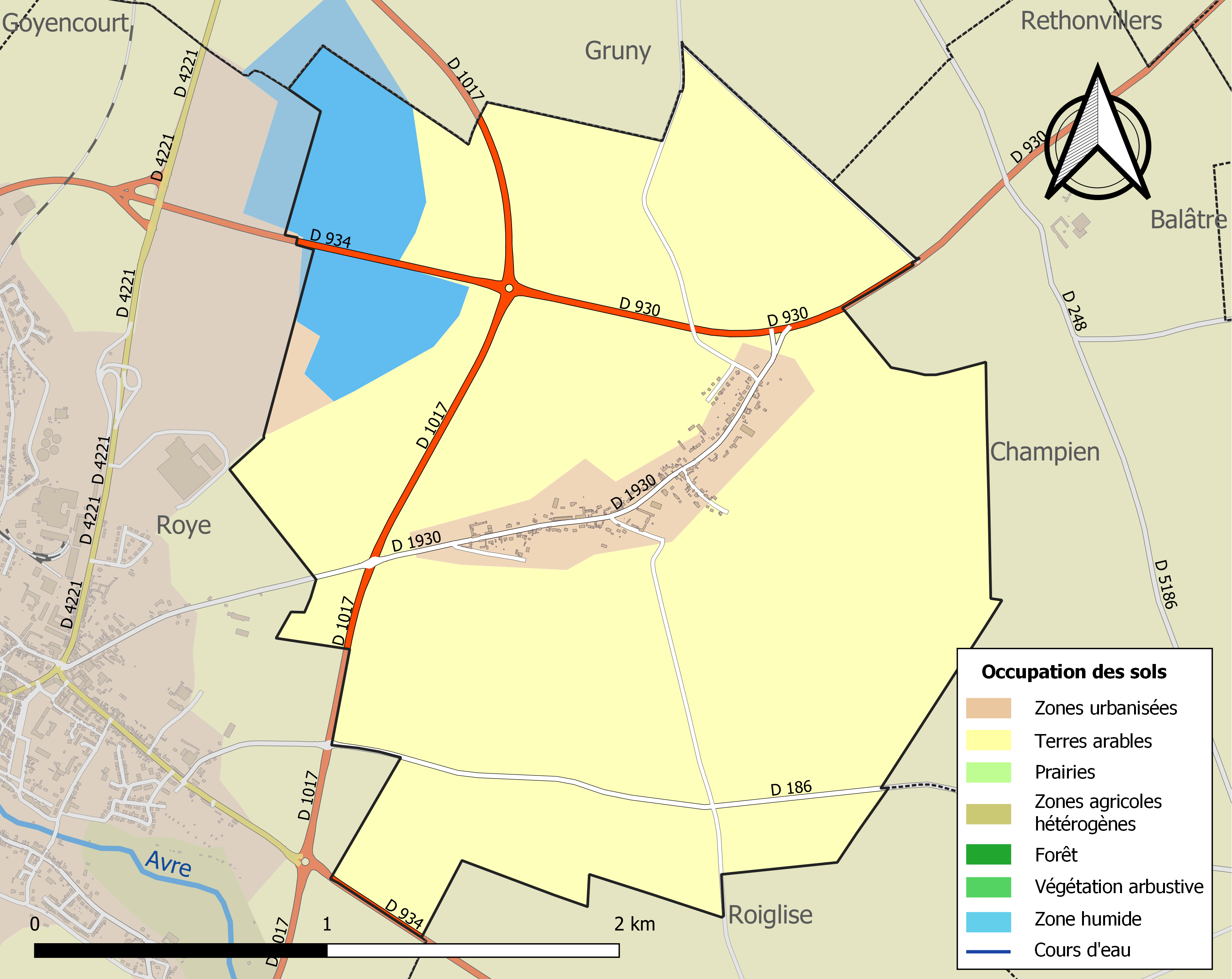
Carte des infrastructures et de l'occupation des sols de la commune en 2018 (CLC).

## Toponymie
Le nom de la localité est attesté sous les formes Quadratus puteus (1179) ; Carepuy (1184) ; Cadratus puteus (XIIe siècle) ; Quarrepuis (1216) ; Carrepuis (1567) ; Carrempuis (1605) ; Carrépuits (1751) ; Carepuis (1778) ; Carrépuids (1808).
Signification apparente de « puits carré ». L'antéposition de l'adjectif carré est le reflet de l'influence syntaxique du germanique. Le mot puits est issu d'un croisement entre le latin puteus « trou, fosse », « puits d'eau vive », et « puits de mine » et le germanique *putti, du germanique occidental *puti de sens proche cf. moyen néerlandais putte, pitte; vieil anglais pytt (> anglais pit), vieux saxon putti. Étaimpuis (Seine-maritime, Estanpuiz 1137) et Estaimpuis (Belgique, Stemput XIIe siècle) / Steenput sont des composés analogues, mais formés avec le substantif germanique stein « pierre ».

## Histoire

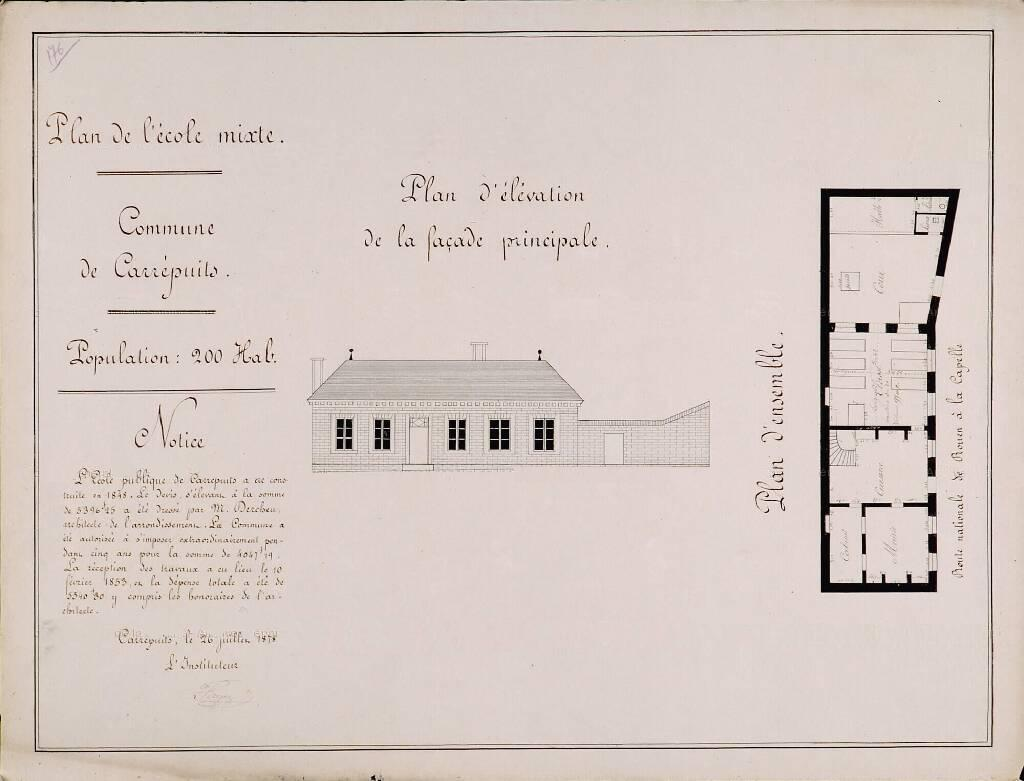
Plan de l'école construite en 1853.

Des armes de pierre et des débris de poteries ont été découverts au lieu-dit le Fort.
En 1220, Raoul Flamant est le seigneur du village.
Au XVe siècle, les chanoines de Roye cachent à Carrépuis les reliques de saint Florent que le roi Louis XI voulait enlever.
En 1567, la famille de Soyécourt possédait le fief de Carrépuis et l'a conservé jusqu'à la Révolution.
En 1853, la commune se dote d'une école mixte, construite sur les plans de  Pierre Decheu.
Vers 1870, le moulin à vent est démoli. Il se trouvait au point le plus élevé du village, à l'ouest, vers Roye.
À la fin du XIXe siècle et depuis trois siècles, les Cavillier se distinguent dans la fabrication des cloches.

## Politique et administration
| Période                                  | Période                      | Identité                | Étiquette | Qualité                                                    |
| ---------------------------------------- | ---------------------------- | ----------------------- | --------- | ---------------------------------------------------------- |
| Les données manquantes sont à compléter. |                              |                         |           |                                                            |
| mars 2001                                | 2008                         | Marie-Josèphe Deledalle |           |                                                            |
| mars 2008                                | 2014                         | Luc Arnoult             |           |                                                            |
| 2014                                     | En cours (au 8 octobre 2020) | Joël Keller             |           | Retraité de la métallurgie Réélu pour le mandat 2020-2026, |

## Population et société

### Démographie
L'évolution du nombre d'habitants est connue à travers les recensements de la population effectués dans la commune depuis 1793. Pour les communes de moins de 10 000 habitants, une enquête de recensement portant sur toute la population est réalisée tous les cinq ans, les populations de référence des années intermédiaires étant quant à elles estimées par interpolation ou extrapolation. Pour la commune, le premier recensement exhaustif entrant dans le cadre du nouveau dispositif a été réalisé en 2008.

En 2022, la commune comptait 258 habitants, en évolution de −5,84 % par rapport à 2016 (Somme : −1,26 %, France hors Mayotte : +2,11 %).
| 1793 | 1800 | 1806 | 1821 | 1831 | 1836 | 1841 | 1846 | 1851 |
| ---- | ---- | ---- | ---- | ---- | ---- | ---- | ---- | ---- |
| 410  | 349  | 479  | 401  | 310  | 275  | 257  | 256  | 245  |

| 1856 | 1861 | 1866 | 1872 | 1876 | 1881 | 1886 | 1891 | 1896 |
| ---- | ---- | ---- | ---- | ---- | ---- | ---- | ---- | ---- |
| 234  | 216  | 205  | 214  | 200  | 200  | 182  | 207  | 209  |

| 1901 | 1906 | 1911 | 1921 | 1926 | 1931 | 1936 | 1946 | 1954 |
| ---- | ---- | ---- | ---- | ---- | ---- | ---- | ---- | ---- |
| 196  | 212  | 178  | 151  | 180  | 201  | 190  | 181  | 147  |

| 1962 | 1968 | 1975 | 1982 | 1990 | 1999 | 2006 | 2008 | 2013 |
| ---- | ---- | ---- | ---- | ---- | ---- | ---- | ---- | ---- |
| 160  | 173  | 215  | 206  | 198  | 218  | 275  | 291  | 272  |

| 2018 | 2022 | - | - | - | - | - | - | - |
| ---- | ---- | - | - | - | - | - | - | - |
| 270  | 258  | - | - | - | - | - | - | - |

### Enseignement
En matière d'enseignement primaire, la commune est membre d'un regroupement pédagogique intercommunal qui comprend sept villages.
La commune s'est doté en 2018 d'un centre de loisirs pour les étés.

### Autres équipements

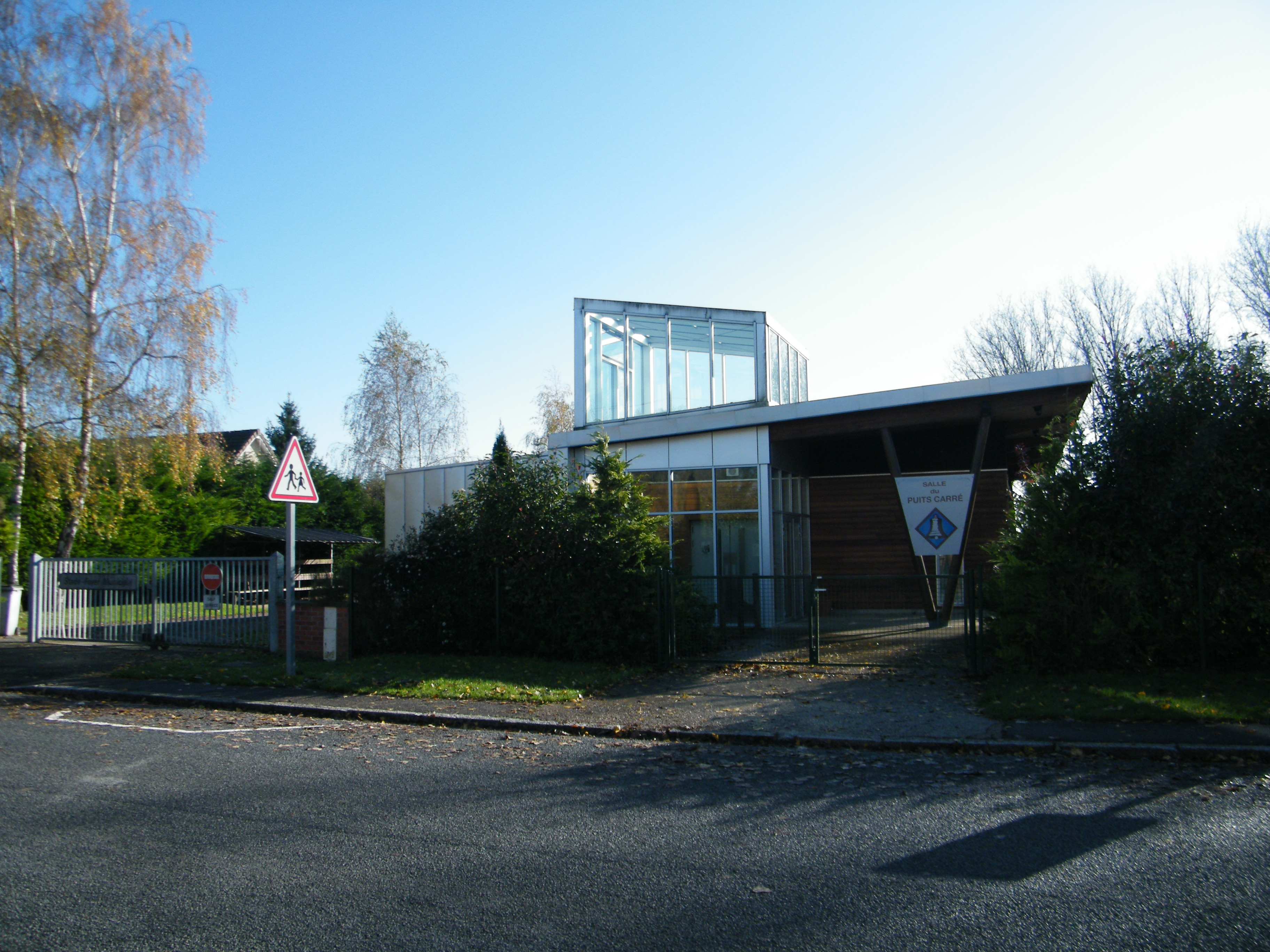
La salle du Puits-Carré.

### Manifestations culturelles et festivités
La fête communale, qui se tient début septembre, attire chaque année environ 3000 personnes

## Culture locale et patrimoine

### Lieux et monuments
- Église Saint-Nicolas.
- Chapelle funéraire de l'Immaculée Conception, vers Nesle, en sortant du village. Construite avec autorisation administrative en 1873[28].

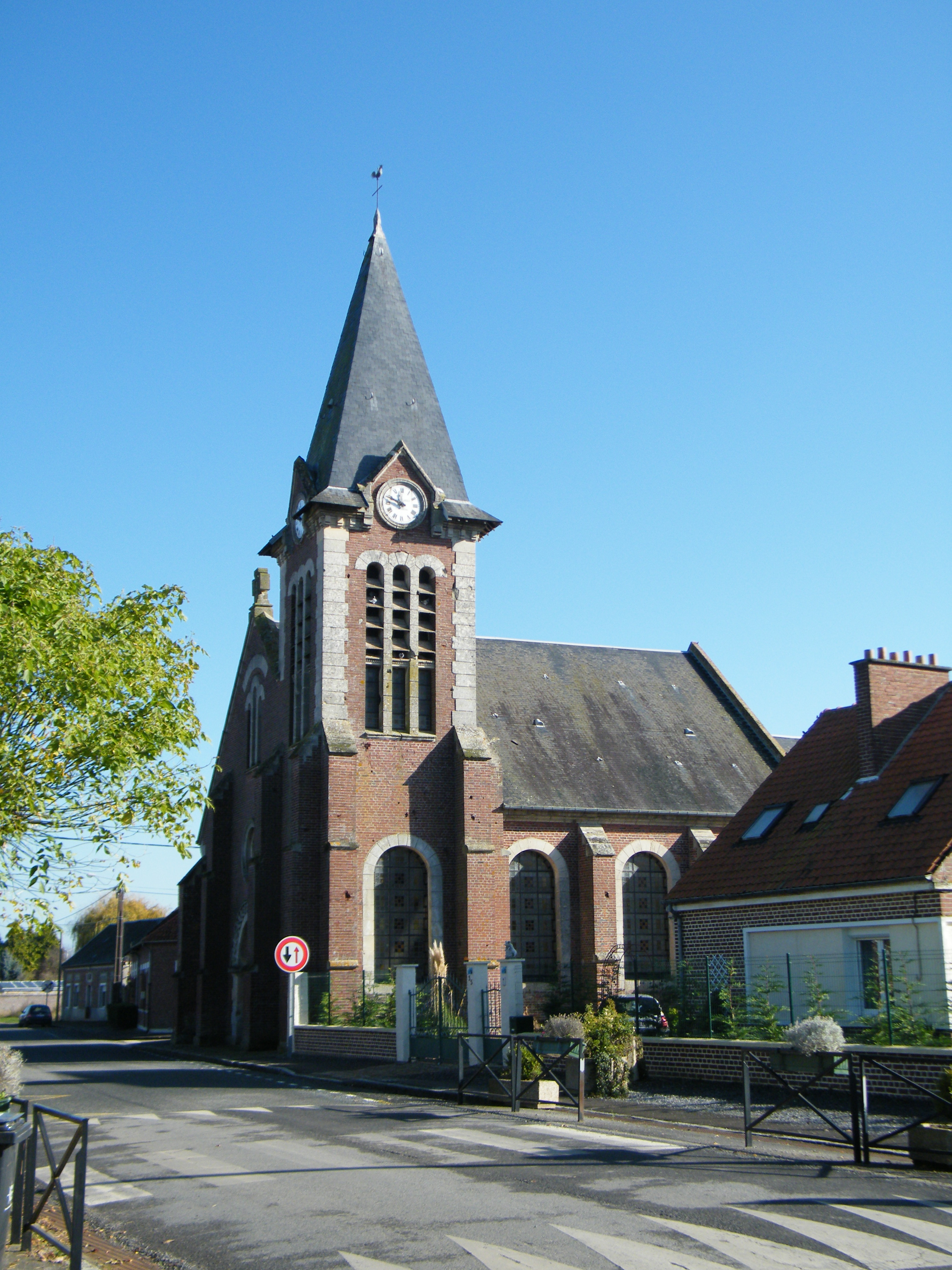
L'église Saint-Nicolas.
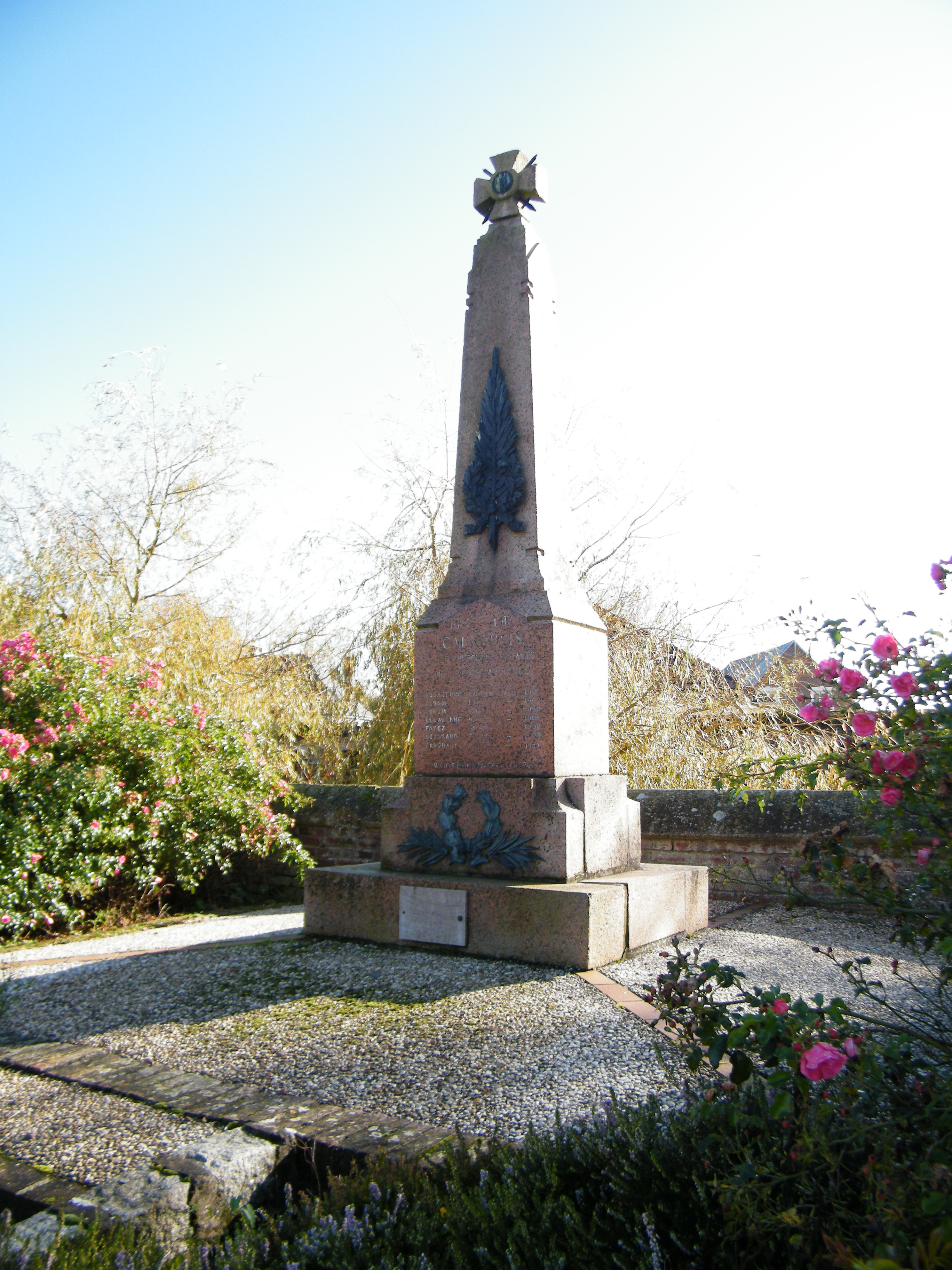
Monument aux morts pour la patrie.
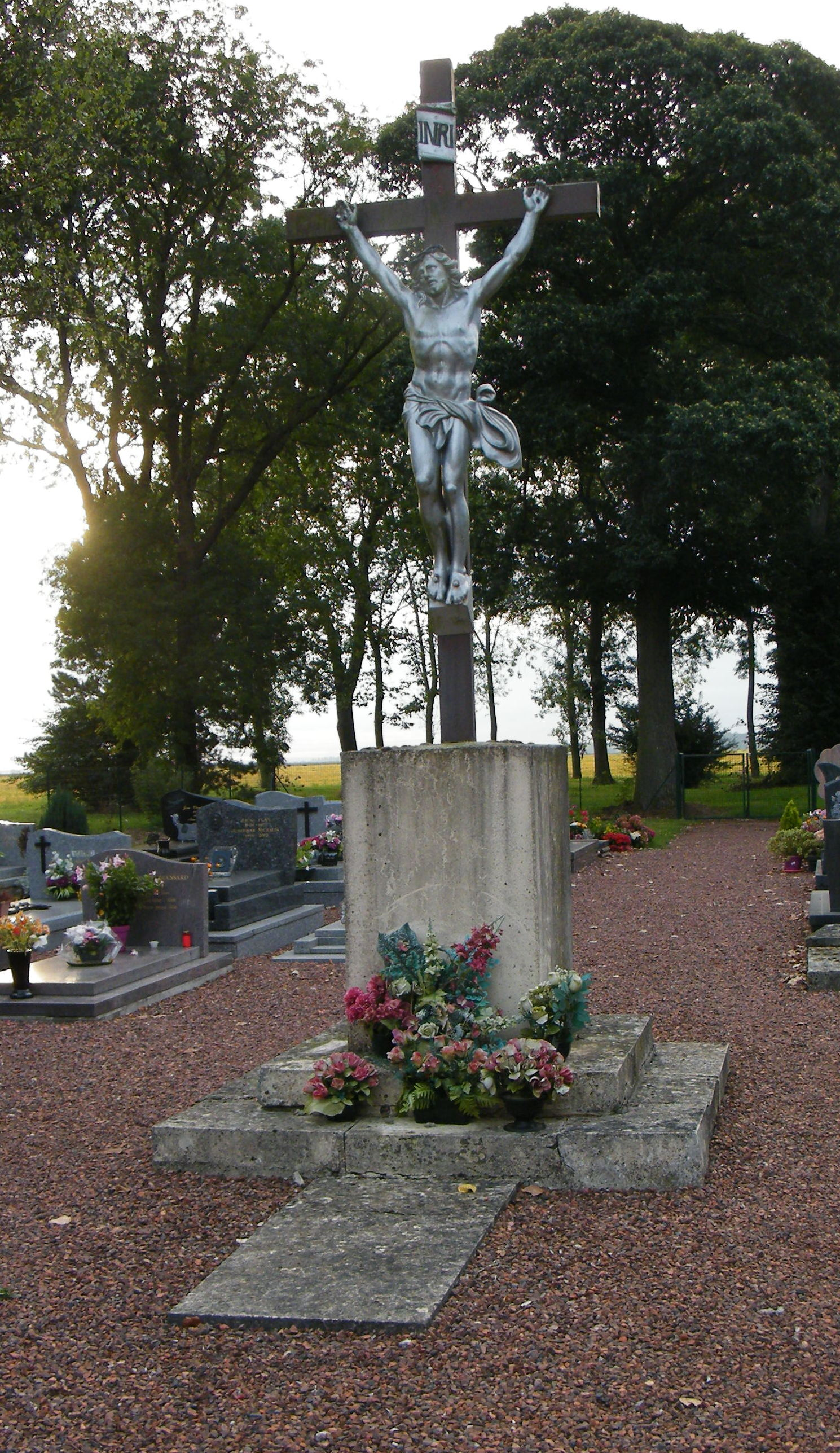
Calvaire du cimetière.